# Compagnie du Central-Suisse
La compagnie du Central-Suisse est une entreprise ferroviaire suisse antérieure à la nationalisation de 1902, fondée en 1853 à Bâle, avec pour but de créer en Suisse un réseau national en forme de croix centrée sur Olten, tel qu'il avait été projeté en 1850 dans une étude commandée par la Confédération aux ingénieurs anglais Robert Stephenson et Henry Swinburne. Sa construction a comporté de nombreux défis techniques importants pour le milieu du XIXe siècle.
La compagnie du Central-Suisse était en 1856, avec la Compagnie du chemin de fer de Lyon à Genève, les Chemins de fer de l'ouest suisse et les Chemins de fer du Nord-Est  les principales actions suisses cotées à Genève, les autres étant liquidés à Paris et Lyon.

## Historique
La guerre du Sonderbund, entre 1845 et 1847, causa à la Suisse un retard considérable par rapport au reste de l’Europe, si bien qu'en 1844 les premiers rails posés en Suisse appartenaient au réseau français et reliaient Strasbourg à Bâle (en territoire suisse le tracé des rails reliait Saint-Louis à Bâle). La Constitution suisse de 1848 donnait à la Confédération le pouvoir de choisir à qui incombe la construction de chemins de fer mais la loi fondamentale de 1852 a ensuite quatre ans après d'accorder cette compétence aux cantons et au secteur privé.
La Compagnie fut fondée le 4 février 1853 à Bâle, à l'initiative de Johann Jakob Speiser, Achilles Bischoff et Karl Geigy, en recourant à des fonds de banques françaises et bâloises, des cantons de Bâle-Ville et Bâle-Campagne, ainsi que d'actionnaires privés. 
Avant 1856, des contributions publiques des cantons de Lucerne, Soleure, Berne et Uri permirent de surmonter une crise financière provoquée notamment par des spéculations à la Bourse de Paris, sur fond de concurrence d'autres compagnies ferroviaires, dans une phase de développement décentralisé. 
La compagnie du Central-Suisse construisit à partir de Bâle, via Liestal et Olten, des lignes vers Brugg, Berne, Thoune, Bienne et Lucerne (333 km au total jusqu'en 1902). Il se relia, à Bâle, aux réseaux français en 1860 et allemand en 1873, incorporant le tronçon Saint-Louis-Bâle de la ligne Strasbourg-Bâle, première voie ferrée ouverte sur sol suisse en 1844.
La ligne Bâle-Olten, terminée en 1858, était la deuxième d'Europe continentale à franchir un col, avec des pentes allant jusqu'à 27%, en empruntant deux grands viaducs et le tunnel du Hauenstein (Läufelfingen-Trimbach), premier grand tunnel ferroviaire de Suisse. Durant sa construction, celui-ci fut le théâtre? en 1857? d'un incendie qui fit 63 morts. Un autre ouvrage d'art, le "pont rouge" sur l'Aar, près de Berne fut un des premiers grands viaducs en fer, bâti au cours de l'année 1858.
De 1873 à 1882, la compagnie s'investit dans le grand projet de l'époque, le difficile mais vital passage ferroviaire du Tunnel du Saint-Gothard. Elle construisit avec les Chemins de fer du Nord-Est la ligne du Sud en Argovie (Rupperswil-Brugg-Immensee), qui leur servit de liaison avec le Tunnel du Saint-Gothard, puis assura l'exploitation commerciale.

## Matériel roulant
En 1882 la société disposait de 97 locomotives à vapeur, 195 voitures, 1609 wagons.